# ПРВ-13
ПРВ-13 (по классификации НАТО — Odd Pair) — советский радиовысотомер. Стоит на вооружении бывших стран варшавского договора.

## История
Данный образец был разработан на основе радиовысотомера ПРВ-11, в начале 1960-х годов в НИИ-244. Серийное производство было организовано на заводе № 588, ныне Правдинском радиозаводе в городе Балахна.
В настоящее время радиовысотомер все ещё находится в эксплуатации.

## Назначение
Подвижный радиовысотомер ПРВ-13 предназначен для работы в качестве средства измерения высоты в составе радиолокационного комплекса 5Н87, дальномерами П-37, П-35М,5Н84А и другими, а также автоматизированными системами управления 5Н55М, 5Н53-Н, 5Н53-У, 86Ж6, 5Н60. Он также сопрягается с объектами АСУ «Воздух-1М», «Воздух-1П», с АСУ ЗРВ АСУРК-1МА, АСУРК-1П и кабиной К9 ЗРК С-200.

## Состав
Высотомер выполнен в подвижном варианте. В состав высотомера входят:
- прицеп В1 на тележке КЛУ с вращающейся кабиной, в которой размещена приемно-передающая аппаратура и антенные устройства;Передающая аппаратура внутри прицепа В1

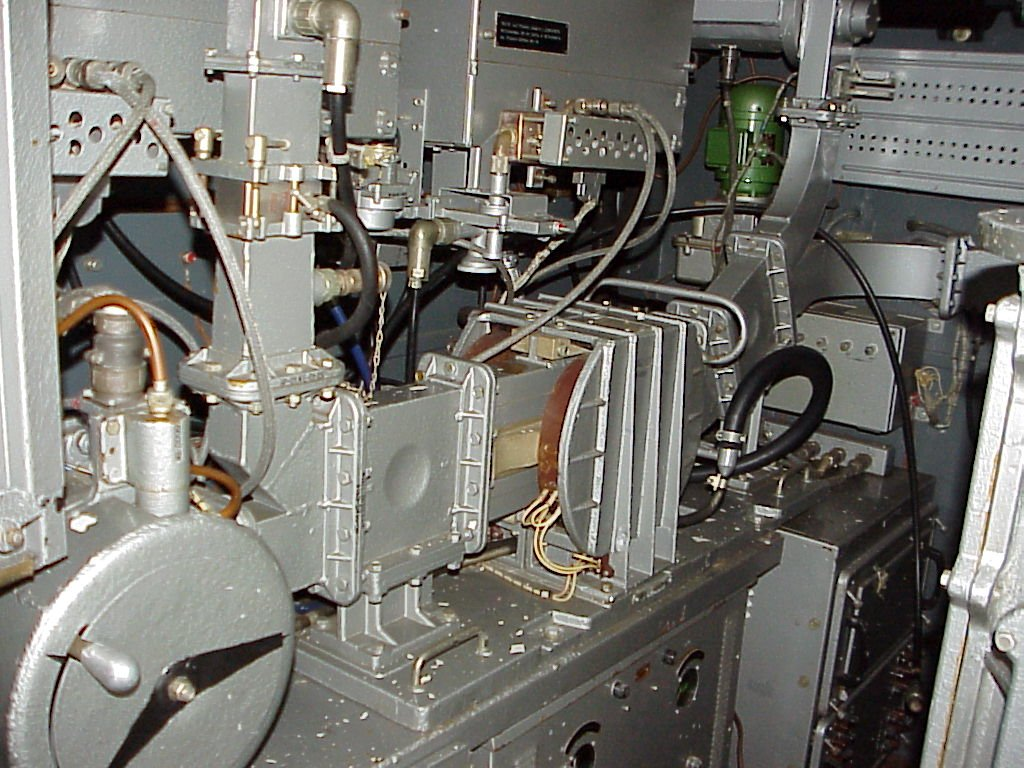
Передающая аппаратура внутри прицепа В1

- прицеп В2 типа 761 с индикаторной аппаратурой, аппаратурой синхронизации и помехозащиты, а также дизель-электрическим агрегатом питания АД-30Т;
- прицеп В3 типа 761 с запасным имуществом и контрольно-измерительной аппаратурой; в нём также размещен агрегат питания АД-30Т и преобразователь частоты ВПЛ-30МД;
- контейнеры с антенными устройствами, кабельным хозяйством и другим вспомогательным оборудованием — 22 шт.

Кроме того, в состав высотомера входит наземный радиолокационный запросчик НРЗ-4П (1Л22), выполненный в автомобильном варианте.

## Технические характеристики
| Характеристики ПРВ-13              | Характеристики ПРВ-13 |
| ---------------------------------- | --------------------- |
| Частотный диапазон                 | от 2,5 до 2,7 ГГц     |
| Частота повторения импульсов       | 400 Гц                |
| Длительность импульса              | 1,5—3 µs              |
| Импульсная мощность                | 1,6 МВатт             |
| Средняя мощность                   | 1 КВатт               |
| Максимальная дальность обнаружения | 310 км                |

## Интересные факты
- ПРВ-13 до 1998 года находился на вооружении в Германии в качестве временного решения для защиты вновь присоединенных земель, и, несмотря на отсутствие запасных частей, данная техника была признана очень надёжной[источник не указан 3832 дня].